# هوانتزان
هوانتزان (به اسپانیایی: Huantsán) یک کوه در پرو است که در منطقه انکاش واقع شده‌است. هوانتزان ۶٬۳۶۹ متر بالاتر از سطح دریا واقع شده‌است.